# Aeria elodina
Aeria elodina är en fjärilsart som beskrevs av Otto Staudinger 1885. Aeria elodina ingår i släktet Aeria och familjen praktfjärilar. Inga underarter finns listade i Catalogue of Life.